# Интегрирование по частям
Интегри́рование по частя́м — один из способов нахождения интеграла. Суть метода в следующем: если подынтегральная функция может быть представлена в виде произведения двух непрерывных и гладких функций (каждая из которых может быть как элементарной функцией, так и композицией), то справедливы следующие равенства
для неопределённого интеграла
{\displaystyle \int u\,dv=u\,v-\int v\,du}
или в другой записи
{\displaystyle \int u\,v'dx=u\,v-\int v\,u'dx}
для определённого интеграла
{\displaystyle \int \limits _{a}^{b}u\,dv=u\,v\,{\bigg |}_{a}^{b}-\int \limits _{a}^{b}v\,du}
Предполагается, что нахождение интеграла {\displaystyle \int v\,du} проще, чем {\displaystyle \int u\,dv}. В противном случае применение метода не оправдано.

## Получение формул

### Для неопределённого интеграла
Функции {\displaystyle \textstyle {\mathit {u}}} и {\displaystyle \textstyle {\mathit {v}}} гладкие, следовательно, возможно дифференцирование:
{\displaystyle d(u\,v)=v\,du+u\,dv}
Эти функции также непрерывны, значит можно взять интеграл от обеих частей равенства:
{\displaystyle \int d(u\,v)=\int v\,du+\int u\,dv}
Операция интегрирования обратна дифференцированию:
{\displaystyle u\,v=\int v\,du+\int u\,dv}
После перестановок:
{\displaystyle \int u\,dv=u\,v-\int v\,du}
Не стоит, однако, забывать, что это равенство подразумевается в смысле равенства множеств, то есть, грубо говоря, с точностью до константы, возникающей во время интегрирования.
Типичную ошибку «потери» константы при обращении с неопределенным интегралом иллюстрирует следующий пример-софизм:
{\displaystyle \int {\frac {dx}{x}}={\frac {1}{x}}\cdot x-\int {\frac {-1}{x^{2}}}\cdot xdx=1+\int {\frac {dx}{x}}}
Отсюда «следствие»: {\displaystyle 0=1}, что очевидно неверно.

### Для определённого интеграла
В целом аналогично случаю неопределённого интеграла:
{\displaystyle d(u\,v)=v\,du+u\,dv}
{\displaystyle \int \limits _{a}^{b}d(u\,v)=\int \limits _{a}^{b}v\,du+\int \limits _{a}^{b}u\,dv}
{\displaystyle \int \limits _{a}^{b}u\,dv=u\,v\,{\bigg |}_{a}^{b}-\int \limits _{a}^{b}v\,du}
Данные формулы справедливы, если каждая из функций {\displaystyle u} и {\displaystyle v} непрерывно дифференцируема на области интегрирования.

### Табличное интегрирование по частям
Основной процесс приведённой выше формулы может быть обобщено в таблице.
Например, рассмотрим интеграл
{\displaystyle \int x^{3}\cos x\,dx\quad } {\displaystyle \quad u^{(0)}=x^{3},\quad v^{(n)}=\cos x.}
Начнем перечислять в столбце D функцию {\displaystyle u^{(0)}=x^{3}} и ее последующие производные {\displaystyle u^{(i)}} до тех пор, пока не будет получен 0. Затем, перечисляем в столбце I функцию {\displaystyle v^{(n)}=\cos x} и ее последующие первообразные {\displaystyle v^{(n-i)}} до тех пор, пока размер столбца I не будет таким же, как и в столбце D. Результат выглядит следующим образом:
| # i | Знак | D: производные u(i)    | I: интегралы v(n−i)     |
| --- | ---- | ---------------------- | ----------------------- |
| 0   | +    | {\displaystyle x^{3}}  | {\displaystyle \cos x}  |
| 1   | −    | {\displaystyle 3x^{2}} | {\displaystyle \sin x}  |
| 2   | +    | {\displaystyle 6x}     | {\displaystyle -\cos x} |
| 3   | −    | {\displaystyle 6}      | {\displaystyle -\sin x} |
| 4   | +    | {\displaystyle 0}      | {\displaystyle \cos x}  |
Произведение значений в ряду i столбцов D и I вместе с соответствующим им знаком выдают соответствующие интегралы на шаге i в течение повторяющихся шагов интегрирования по частям. Шаг i = 0 несет в себе исходный интеграл. для полного результата в шаге i > 0 i-й интеграл должен быть добавлен к предыдущим произведениям(0 ≤ j < i) j-го значения столбца D и (j + 1)-го значения столбца I (т.е., умножить 1-е значение столбца D на 2-е значение столбца I, 2-е значение столбца D на 3-е значение столбца I, и т.д. ...) не забывая о j-м знаке. Процесс завершается, когда произведение, которое несет в себе интеграл, принимает значение 0 (i = 4 в нашем примере).  Конечный результат следующий: (включая разные знаки в каждом сегменте):
{\displaystyle \underbrace {(+1)(x^{3})(\sin x)} _{j=0}+\underbrace {(-1)(3x^{2})(-\cos x)} _{j=1}+\underbrace {(+1)(6x)(-\sin x)} _{j=2}+\underbrace {(-1)(6)(\cos x)} _{j=3}+\underbrace {\int (+1)(0)(\cos x)\,dx} _{i=4:\;\to \;C}.}
В итоге:
{\displaystyle \underbrace {\int x^{3}\cos x\,dx} _{\text{шаг 0}}=x^{3}\sin x+3x^{2}\cos x-6x\sin x-6\cos x+C.}

## Примеры
- {\displaystyle \int x\cos x\,dx=\int x\,d(\sin x)=x\sin x-\int \sin x\,dx=x\sin x+\cos x+C}
- {\displaystyle \int e^{x}\,x\,dx=\int x\,d(e^{x}\,)=x\,e^{x}-\int e^{x}\,dx=x\,e^{x}-e^{x}+C}
- Иногда этот метод применяется несколько раз:

Невозможно разобрать выражение (SVG (MathML можно включить с помощью плагина для браузера): Недопустимый ответ («Math extension cannot connect to Restbase.») от сервера «http://localhost:6011/ru.wikipedia.org/v1/»:): {\displaystyle \int x^2\sin x \,dx=\int x^2\,d(-\cos x)=-x^2\cos x-\int -2x\cos x\,dx=}

{\displaystyle =-x^{2}\cos x+\int 2x\,d(\sin x)=-x^{2}\cos x+2x\sin x-\int 2\sin x\,dx=-x^{2}\cos x+2x\sin x+2\cos x+C}
- Данный метод также используется для нахождения интегралов от элементарных функций:

{\displaystyle \int \ln x\,dx=x\ln x-\int {\frac {1}{x}}x\,dx=x\ln x-x+C}
{\displaystyle \int \operatorname {arctg} \,x\,dx=x\,\operatorname {arctg} \,x-\int {\frac {x}{1+x^{2}}}\,dx=x\,\operatorname {arctg} \,x-{\frac {1}{2}}\ln(1+x^{2})+C}
- В некоторых случаях интегрирование по частям не даёт прямого ответа:

{\displaystyle I_{1}=\int e^{\alpha x}\,\sin {\beta x}\,dx=}
{\displaystyle =\int e^{\alpha x}\,d{\Big (}-{\frac {1}{\beta }}\cos {\beta x}{\Big )}=-{\frac {1}{\beta }}\,e^{\alpha x}\,\cos {\beta x}+{\frac {\alpha }{\beta }}\int e^{\alpha x}\,\cos {\beta x}\,dx=-{\frac {1}{\beta }}\,e^{\alpha x}\,\cos {\beta x}+{\frac {\alpha }{\beta }}\,I_{2}}
{\displaystyle I_{2}=\int e^{\alpha x}\,\cos {\beta x}\,dx=}
{\displaystyle =\int e^{\alpha x}\,d{\Big (}{\frac {1}{\beta }}\sin {\beta x}{\Big )}={\frac {1}{\beta }}\,e^{\alpha x}\,\sin {\beta x}-{\frac {\alpha }{\beta }}\int e^{\alpha x}\,\sin {\beta x}\,dx={\frac {1}{\beta }}\,e^{\alpha x}\,\sin {\beta x}-{\frac {\alpha }{\beta }}\,I_{1}}
Таким образом один интеграл выражается через другой:
Невозможно разобрать выражение (SVG (MathML можно включить с помощью плагина для браузера): Недопустимый ответ («Math extension cannot connect to Restbase.») от сервера «http://localhost:6011/ru.wikipedia.org/v1/»:): {\displaystyle \begin{cases}      I_1=-\frac{1}{\beta}\,e^{\alpha x}\,\cos{\beta x}+\frac{\alpha}{\beta}\,I_2 \\      I_2=\frac{1}{\beta}\,e^{\alpha x}\,\sin{\beta x}-\frac{\alpha}{\beta}\,I_1 \end{cases}}

Решив полученную систему, получаем:
{\displaystyle I_{1}={\frac {e^{\alpha x}}{\alpha ^{2}+\beta ^{2}}}{\Big (}\alpha \sin {\beta x}-\beta \cos {\beta x}{\Big )}+C}
{\displaystyle I_{2}={\frac {e^{\alpha x}}{\alpha ^{2}+\beta ^{2}}}{\Big (}\alpha \cos {\beta x}+\beta \sin {\beta x}{\Big )}+C}

## Многомерный случай
Существует обобщение формулы интегрирования по частям для функций от нескольких переменных. В таком случае вместо интервала рассматривается подмножество {\displaystyle \mathbb {R} ^{n}}, а вместо производной − частная производная.
Пусть {\displaystyle \Omega } открытое ограниченное подмножество {\displaystyle \mathbb {R} ^{n}} с кусочно-гладкой границей {\displaystyle \partial \Omega }. Если {\displaystyle u} и {\displaystyle v} гладкие функции на замыкании {\displaystyle \Omega }, то
Невозможно разобрать выражение (SVG (MathML можно включить с помощью плагина для браузера): Недопустимый ответ («Math extension cannot connect to Restbase.») от сервера «http://localhost:6011/ru.wikipedia.org/v1/»:): {\displaystyle  \int_\Omega \frac{\partial u}{\partial x_i} v \,d x = \int_{\partial\Omega} u v n_i \,d\sigma - \int_\Omega u \frac{\partial v}{\partial x_i} \,d x }

где {\displaystyle {\vec {n}}} − внешняя нормаль к {\displaystyle \partial \Omega }, а {\displaystyle n_{i}} − её i-ая координата, i от 1 до n, {\displaystyle \sigma } - мера на {\displaystyle \partial \Omega }.